# Саак III Багратуни
Саак III Багратуни (умер около 770) — армянский нахарар, патрикий и полководец с 753 года. Ему наследовал сын Ашота Багратуни, двоюродным братом которого был сын Баграта.
Саака Багратуни во время халифата Аббасидов прекратил давать деньги армян, боровшимся за арабов, в Армении ужесточили сбор налогов, грабежи, разрушения и пленения. Саак Багратуни пытался облегчить насилие путем мирных переговоров, но не добился положительного результата. В 768 году он принял участие в Парсавском собрании, которое было направлено на устранение классовых разногласий в стране. Саак Багратуни был убит путём заговора арабскими правителями, а его богатство было конфисковано.
Он был внуком Вараз-Тироца Багратуни, сына Баграта Багратуни. Нет информации о детях. Ему наследовал Смбат, сын его предшественника Ашота III .